# Зад решетките (филм, 1984)
„Зад решетките“ (на иврит: מאחורי הסורגים) е израелски филм от 1984 година, криминална драма на режисьора Ури Барбаш по сценарий на Бени Барбаш.
Действието се развива в затвор, в който враждуващите групи на еврейски и палестински затворници се обединяват срещу опита на администрацията на затвора да припише на група затворници убийство, което сама е организирала. Главните роли се изпълняват от Арнон Задок и Мохамед Бакри.
„Зад решетките“ е номиниран за „Оскар“ за чуждоезичен филм.